# Cvijetin Mijatović
Cvijetin Mijatović, bosansko-srbski politik in rezervni generalmajor, * 8. januar 1913, Lopare, Tuzla, † 15. november 1993, Beograd.

## Življenjepis
Študiral je na FF v Beogradu, leta 1933 je vstopil v KPJ ter bil od takrat večkrat zaprt. Deloval je v Srbiji in Bosni. Med 2. svetovno vojno je bil politični komisar več partizanskih enot v Bosni. Na 2. zasedanju AVNOJ-a 1943 je bil izvoljen v AVNOJ. Po vojni se je posvetil politiki in je imel pomembne politične funkcije v Bosni in Hercegovini (minister, podpredsednik vlade BiH, organizacijski sekretar KP/ZK BiH od ustanovitve 1948–1958, kasneje predsednik CK ZK BiH 1965–1969) in Jugoslaviji (direktor lista Komunist, ambasador v Moskvi 1961–1965, od 1964 član IK CK oz. 1966 predsedstva CK ZKJ ter nazadnje tudi predsedstva SFRJ iz BiH od 1974 do 1984; po upokojitvi član Sveta federacije).
Med letoma 1980 in 1981 je bil prvi predsednik Predsedstva SFRJ, ki je po Titovi smrti odslužil cel enoletni mandat na tej najvišji državni funkciji (pravzaprav drugi po vrsti, saj ga je takoj po Titovi smrti nekaj dni zavzemal Lazar Koliševski). Poročen je bil z igralkama Sibino Mijatović (r. Bogunović) in po njeni smrti (ter Bojana Stupice istega leta-1970) še z Miro Stupica.
Njegovi hčeri sta umrli pred njim (obe leta 1991; Mirjana Mijatović, ki je bila rock-pevka zaradi prevelikega odmerka heroina).
Bil je mdr. odlikovan z redom Narodnega heroja in junaka socialističnega dela.